# Himyar

El reino himyarita (en rojo) durante el siglo III d. C.

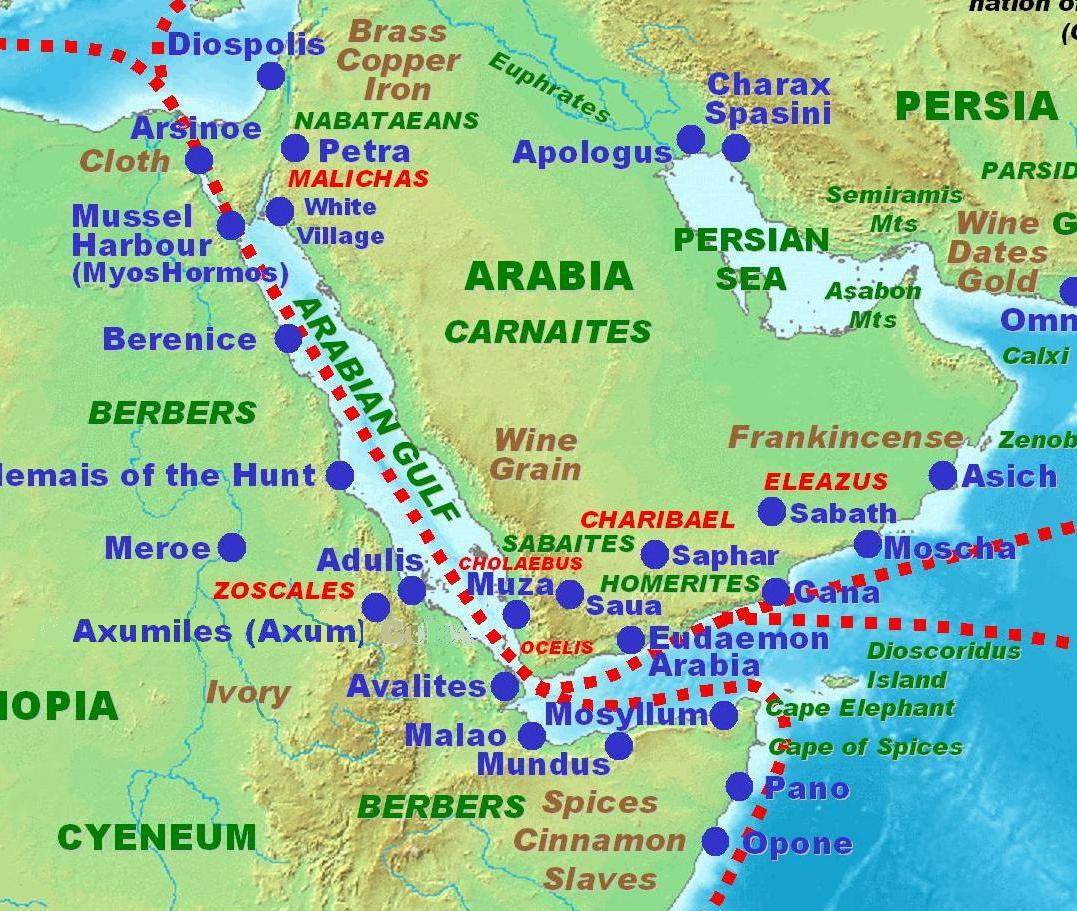
En el texto Periplo por la Mar Eritrea (del) se describe un reino «homerita» en la costa sur de la península arábiga (actual Yemen).

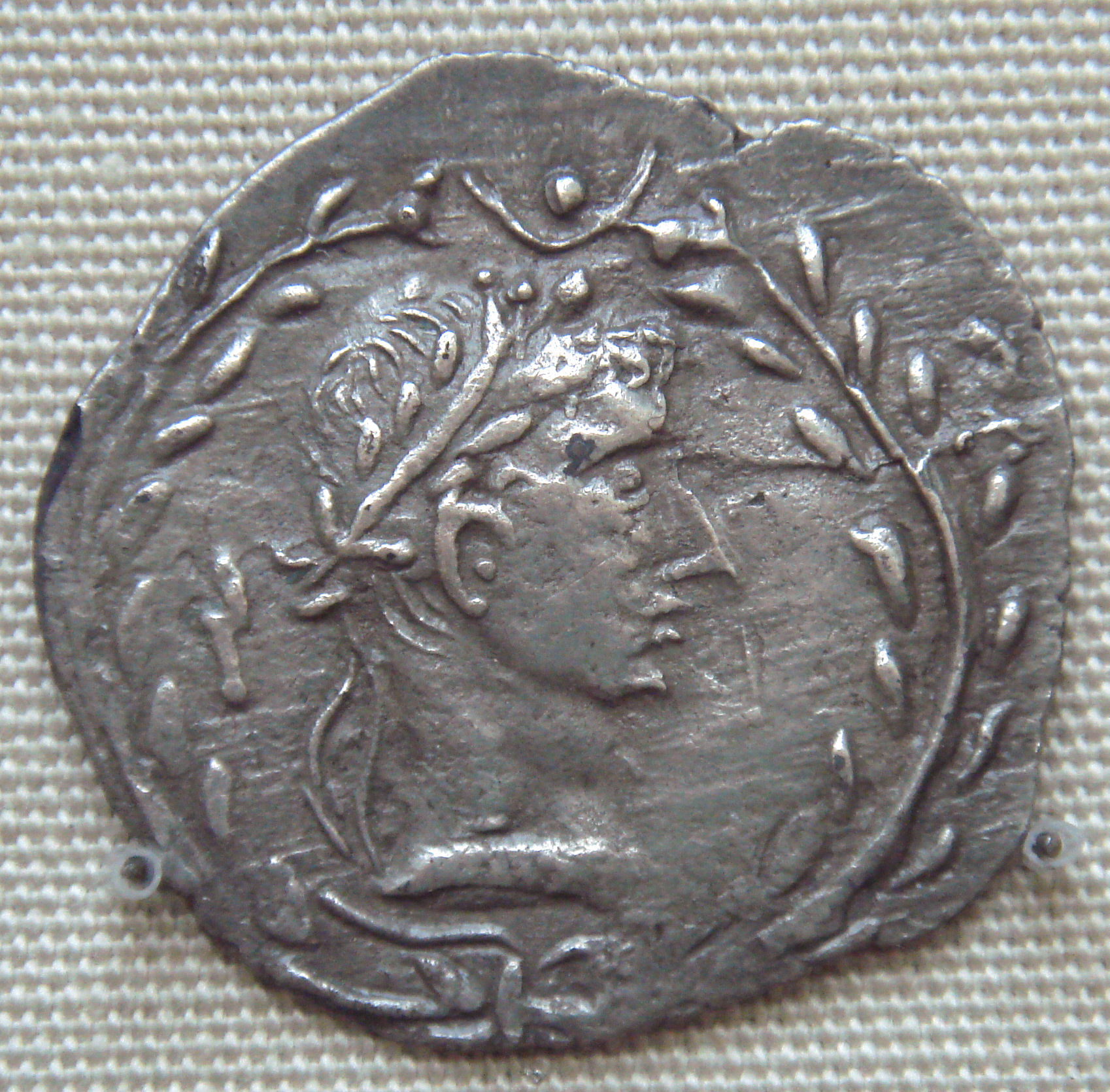
Moneda del reino himyartita, en el cual se detenían naves que realizaban el trayecto entre Egipto e India. Esta es una imitación de una moneda de César Augusto del siglo I d. C.

Himyar o reino himyarita fue un antiguo Estado de la parte meridional de la península arábiga, que data del 110 a. C.
En árabe se llamaba مملكة حِمير, y los griegos y romanos lo conocían antiguamente como reino homerita.
Conquistó al vecino reino de Saba (Sheba) aproximadamente en el 25 a. C., Qataban hacia el 200 d. C., y Hadramaut hacia el 300 d. C. Su suerte política con respecto a Saba cambió frecuentemente hasta que finalmente conquistó el reino de Saba alrededor del 280 d. C.

## Historia
Himyar fue el Estado dominante en Arabia hasta el año 525 d. C.
Los himyaritas eran, originalmente, una tribu de la montaña en lo que ahora es Yemen, que conquistaron los otros reinos del sur de Arabia, incluida el de Saba en 115 a. C., y que eran ricos en el comercio de incienso. Los himyaritas fueron constructores de castillos, consideraron necesario levantar ciudadelas para protegerse contra los ataques de los beduinos. El reino de Aksum, en Etiopía, gobernó sobre Saba de 340 a 378 d. C., pero el área fue reconquistada por las fuerzas de Himyar en 525. La caída de la nación fue un lento proceso que involucra los Estados cristianos de Aksum y el Imperio bizantino de un lado, el Imperio sasánida de Persia por el otro, y varias facciones al sur de Arabia que se escindieron. El país pasó de régimen de Aksum a sasánida en 575 y en 628, el quinto sátrapa sasánida de «Al-Yaman», se convirtió al islam y el sur de Arabia fue incorporado al nuevo imperio musulmán en expansión.

## Economía
Su economía estaba basada en la agricultura. El comercio exterior se fundaba en la exportación de olíbano y mirra. Por muchos años, fue también el mayor intermediario que enlazaba el este de África con el mundo mediterráneo. En su mayoría, este comercio consistía en exportar marfil de África para ser vendida en el Imperio romano. Los barcos de Himyar viajaban regularmente a la costa de África del Este y el Estado también ejercido una considerable dosis de control político de las ciudades mercantiles de África del Este.
El Periplo por la Mar Eritrea describe el imperio comercial de Himyar y a su gobernante Charibael (Karab Il Watar Yuhan'em II), de quien se dice mantuvo relaciones amistosas con Roma.

## Lengua
La lengua himyarita (semítica, pero no sayhádica) fue hablada en el suroeste de la península arábiga hasta el siglo X.